# 漢魏叢書
『漢魏叢書』（かんぎそうしょ）は、中国で明代に編纂された漢籍叢書である。前漢・後漢代および魏晋南北朝時代の著作を収める。

## 概要
明の嘉靖中（1522年 - 1566年）に、何鏜が収集して四部分類した、漢より六朝におよぶ著作類百種をもとに、1592年（万暦20年）に、程栄がその中の38種を選んで『漢魏叢書』と名付けて出版した。
一方、屠隆が60巻本とした刊本も存し、そちらが『明史』「芸文志」に収められている。但し、四部分類はなされず、「典雅」「奇古」「閎肆」「藻艶」の４類に分類されている。
その後、何允中が程栄の刊本を増広して76種とし、『広漢魏叢書』（こうかんぎそうしょ）と名付けた。
更に、清代になって、1791年（乾隆56年）に、王謨がまた増補して86種、その後94種とし、『増訂漢魏叢書』（ぞうていかんぎそうしょ）と名付けた。
『漢魏叢書』には、諸種の刊本が存在し、96種本も通行してはいるが、程栄が編纂した38種本が、最もよく通行している。

## 38種本
括弧内は著者。
1. 京氏易伝（京房）
2. 周易略例（王弼）
3. 古三墳
4. 詩説（申培または毛晋[1]）
5. 韓詩外伝
6. 大戴礼記
7. 春秋繁露
8. 白虎通徳論
9. 独断（蔡邕）
10. 忠経
11. 輶軒使者絶代語釈別国方言
12. 元経薛氏伝（王通等）
13. 逸周書
14. 穆天子伝
15. 西京雑記
16. 素書（中国語版）
17. 新語
18. 孔叢子
19. 新序
20. 説苑
21. 新書（賈誼）
22. 法言
23. 潜夫論
24. 申鑑（荀悦）
25. 中論（徐幹）
26. 顔氏家訓
27. 人物志
28. 商子
29. 風俗通義
30. 劉子新論（劉昼[2]）
31. 神異経（中国語版）
32. 別国洞冥記（中国語版）
33. 述異記
34. 拾遺記
35. 通占大象暦星経（中国語版）
36. 古今刀剣録（陶弘景）
37. 論衡
38. 趙飛燕外伝